# مایکل بارینگتون
مایکل بارینگتون (انگلیسی: Michael Barrington؛ ‏ ۳ ژوئیهٔ ۱۹۲۴ – ۵ ژوئن ۱۹۸۸) بازیگر اهل بریتانیا بود.
از فیلم‌ها یا مجموعه‌های تلویزیونی که وی در آن‌ها نقش داشته‌است، می‌توان به هلیم، دکتر هو و پلنگ سیاه اشاره نمود.